# 索尔塞
索尔塞（法語：Saulcet，法語發音：[solsɛ]）是法国阿列省的一个市镇，属于穆兰区。

## 地理
索尔塞（46°19'30"N, 3°15'44"E）面积7.98 平方千米，位于法国奥弗涅-罗讷-阿尔卑斯大区阿列省，该省份为法国中部省份，北起涅夫勒省、西北接谢尔省，西南至克勒兹省，南至多姆山省，东南临卢瓦尔省，东临索恩-卢瓦尔省。
与索尔塞接壤的市镇（或旧市镇、城区）包括：布朗萨、孔蒂尼、卢希-蒙方、锡乌勒河畔圣普尔桑、波旁地区韦尔讷伊。

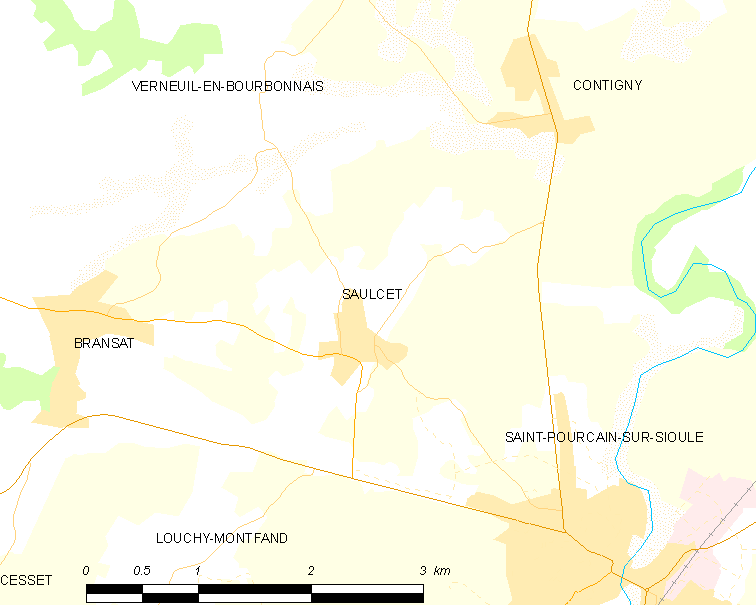
索尔塞的OSM定位图

索尔塞的时区为UTC+01:00、UTC+02:00（夏令时）。

## 行政
索尔塞的邮政编码为03500，INSEE市镇编码为03267。

## 政治
索尔塞所属的省级选区为锡乌勒河畔圣普尔桑县。

## 人口

1962-2008年间索尔塞人口变化图示

索尔塞于2022年1月1日时的人口数量为651人。